# Calle 187 (estación)
La estación sencilla Calle 187 hace parte del sistema de transporte masivo de Bogotá, TransMilenio, inaugurado en el año 2000.

## Ubicación
La estación está ubicada en el norte de la ciudad, sobre la Autopista Norte entre calles 185 y 187. Se accede a ella por un puente peatonal ubicado entre estas dos vías. 
Atiende la demanda de los barrios Mirandela, El Cerezo y sus alrededores.
Cerca de la estación está localizado el Centro Comercial Santafé, los centros comerciales Mirandela Plaza, Plaza Norte, Autopista 184 y el Parque Mirandela.

## Origen del nombre
Antiguamente, la estación recibía el nombre «Centro Comercial Santafé» debido a que el centro comercial del mismo nombre se encuentra al costado occidental de la estación. Sin embargo, en el año 2016, la estación cambió de nombre a «Calle 187» por la calle en la cual se encuentra el puente peatonal que sirve como acceso.

## Historia
Las obras para la extensión de la troncal de la Autopista Norte comenzaron en 2009, año en que se amplió la avenida desde la calle 182 a la calle 192. La estación abrió al público en enero de 2012.
En la noche del 9 de abril de 2013, se registraron los ataques contra esta estación del sistema. En esa ocasión fueron afectadas, a punta de pistolas de balines, las estaciones Calle 100, Calle 106, Prado, Alcalá, Calle 142, Calle 146, Mazurén, Calle 161, Calle 187, y Terminal con Autopista Norte, donde dejaron $22 millones de pesos en pérdidas.

## Servicios de la estación

### Servicios troncales
| Tipo                                | Rutas al Norte | Rutas al Sur | Rutas al Occidente |
| ----------------------------------- | -------------- | ------------ | ------------------ |
| Ruta fácil                          | 8              | 8            |                    |
| Expresos todos los días todo el día | B18            | L18          |                    |
| Expresos lunes a sábado todo el día | B11 B16        | G11          | K16                |

### Esquema
| ← Norte   |            |
| Calle 187 | 8B11B16B18 |
| Puente    | Vagón 1    |
| Calle 187 | 8G11K16L18 |
| Sur →     |            |

### Servicios urbanos
Así mismo funcionan las siguientes rutas urbanas del SITP en los costados externos a la estación, circulando por los carriles de tráfico mixto sobre la Autopista Norte, con posibilidad de trasbordo usando la tarjeta TuLlave:
| Código | Sector               | Dirección               | Rutas                         |
| ------ | -------------------- | ----------------------- | ----------------------------- |
| 146A01 | B Estación Calle 187 | Auto Norte - CL 187 Bis | B902B917B918 291 T11 T25 T163 |
| 146B01 | B Estación Calle 187 | Auto Norte - CL 187     | B907B919 402 661 P49 18-14    |
| 089A02 | C C.C. Santafé       | Auto Norte - CL 187     | 18-3F918H907L919 330 P49 T25  |
| 089B02 | C C.C. Santafé       | Auto Norte - CL 187     | C917G902 291 402 661 T11 T163 |

## Ubicación geográfica
| Noroeste: Suba | Norte: B Terminal (estación) | Nordeste: Usaquén |
| Oeste: Suba    |                              | Este: Usaquén     |
| Suroeste: Suba | Sur: B Portal Norte          | Sureste: Usaquén  |